# José Luis Miraglia
José Luis Miraglia (5 de septiembre de 1986, Artigas, Uruguay), es un ciclista uruguayo.
Hijo de José Enrique Miraglia y de Cristina Román, desde los 5 años de edad aproximadamente, comienza a hacer sus primeras armas en el ciclismo en el "Paseo 7 de setiembre" de la capital artiguense. Con 17 años ganó la Vuelta Ciclista de la Juventud del año 2004 y en el 2009 logró vestir la malla oro por primera vez en la Vuelta Ciclista del Uruguay.
Defendió a la selección uruguaya en los Panamericanos de Ciclismo de Aguascalientes 2010.

## Palmarés
- 2004
  - 1º en Clasificación General Final Vuelta Ciclista de la Juventud (URU)

- 2008
  - 2a en 1a etapa Rutas del Este, Rocha (URU)
  - 3a en Clasificación General Final Rutas del Este (URU)

- 2009
  - 10a en Clasificación General Final Rutas de América (URU)
  - 2a en 2a etapa Vuelta Ciclista del Uruguay, Ramallo (URU)
  - 4a en 3a etapa Vuelta Ciclista del Uruguay, Durazno (URU)
  - 2a en 6a etapa Vuelta Ciclista del Uruguay, Mercedes (URU)
  - 9a en Clasificación General Final Vuelta Ciclista del Uruguay (URU)

- 2013
  - 3a en Clasificación General Final Vuelta Ciclista del Uruguay (URU)